# Daniela Ratti
Daniela Ratti (Rosario, Argentina, 30 de diciembre de 1981) es una cantante soprano lírica de ópera.  Es reconocida por su técnica vocal y sus interpretaciones del repertorio. En 2009 ganó una beca para participar en la Opera Estudio del Teatro Argentino de La Plata. 
El 14 de mayo de 2010 comenzó una serie de cuatro recitales junto al grupo Dios Salve a la Reina cantando "Barcelona", en el lugar de la soprano Montserrat Caballé en la versión original con Freddie Mercury y obteniendo una notable repercusión en el público y los medios.
- Datos: Q5798842